# ロシア自由民主党
ロシア自由民主党（ロシアじゆうみんしゅとう、Либерально-демократическая партия России、英語: Liberal Democratic Party of Russia）は、ロシアの政党。ウラジーミル・ジリノフスキーを創設者とする極右政党。
2012年以降の正式名称は政党エル・デー・ペー・エル（Политическая партия ЛДПР、英語: Political Party LDPR）。

## 概要
類似名の日本、ドイツ、イギリスの政党とは無関係であるが、設立当初はこれらの党との連携を一方的に謳ったこともある。
前身は1990年4月に設立されたソ連自由民主党である。この党は、ジリノフスキーを党首として、ロシア大統領選挙に向けて、KGB（国家保安委員会）の工作で出来たとされる。1991年6月のロシア共和国大統領選挙にジリノフスキーは出馬し、泡沫候補扱いされたが、結果は、エリツィンロシア最高会議議長、ルイシコフ前ソ連首相に次いで3位につけた。1992年4月、党名をロシア自由民主党に改称した。
「自由民主党」を名乗っていたが、党は極右政党である。党首のジリノフスキーも再三にわたり、旧ロシア帝国の復活を主張する立場から、アメリカに対してアラスカを返すよう主張したり、中央アジアに露骨に領土的野心を吐露したり、日本の北方領土返還運動に対して東京に核爆弾を落とす旨などの過激かつ奇矯な発言・行動を繰り返して、世界からは白眼視された。しかし、急進的な市場経済の導入や経済改革の結果生じたハイパーインフレーションに嫌気がさしていたロシア国民からは、圧倒的支持を獲得した。1993年12月の下院選挙で自民党は第1党に躍進する。しかし、その後の党勢は凋落し、1995年の下院選挙では、公約にアラスカ侵攻などを訴えたがロシア連邦共産党に第1党の地位を奪われる。1996年の大統領選挙ではジリノフスキーは5.7％の得票率で第5位。その後は、政府に買収されて親エリツィンに転向。以降は体制内野党として活動している。
1999年ロシア下院選挙でロシア自由民主党は第6位。ジリノフスキーには、クレムリンへの忠誠の報酬として下院副議長の地位が与えられた。
2003年ロシア下院選挙では、比例区で36議席を獲得した。
2007年ロシア下院選挙でも7パーセント条項を超える566万823票（得票率8.14パーセント）を獲得し40議席に議席を増やした。
2009年7月7日、自由民主党は日本で改正北方領土問題解決促進特別措置法が成立したのを受け、「カムチャッカから北海道までの島々がロシア固有の領土」とする対抗法案を提出した。
2011年ロシア下院選挙では765万9657票（11.68%）を獲得し56議席に議席を増やしたが、それ以上の躍進を果たした公正ロシアに議席数を追い抜かれ、議会第4党となった。
2012年12月、それまでの党名の頭文字略称ЛДПР（LDPR）を用いた「政党エル・デー・ペー・エル」に改称した。
2022年4月6日、ジリノフスキーが新型コロナウイルス感染症のため死去した。救世主ハリストス大聖堂で催された葬儀にはウラジミール・プーチン大統領、ヴャチェスラフ・ヴォロージン国家院議長、セルゲイ・ショイグ国防大臣などが参列した。後を継いだレオニード・スルツキーは2024年に予定されている大統領選挙における党の公認候補であるが、あくまで体制内野党の候補であるため当初より当選の可能性はない。